# Аниела Яфе
Аниела Яфе (на немски: Aniela Jaffé) е юнгиански психоаналитик, секретар на Института „Карл Густав Юнг“. Известна е като сътрудник в писането на биографията на Юнг „Сънища. Спомени. Размишления“.

## Биография
Родена е на 20 февруари 1903 година в Берлин, Германия. Преминава обучение по психология в Хамбургския университет и със започването на Втората световна война отива Цюрих, където започва нейният период на сътрудничество с Юнг. След това става секретар на Института „Карл Густав Юнг“ (1947 – 1955) и личен секретар на Юнг от 1955 до смъртта му през 1961 г.
Умира на 30 октомври 1991 година в Цюрих на 88-годишна възраст.